# Stazione di Casalpusterlengo
La stazione di Casalpusterlengo è una stazione ferroviaria posta sulla linea Milano-Bologna; da essa si dirama la linea per Pavia.

## Storia

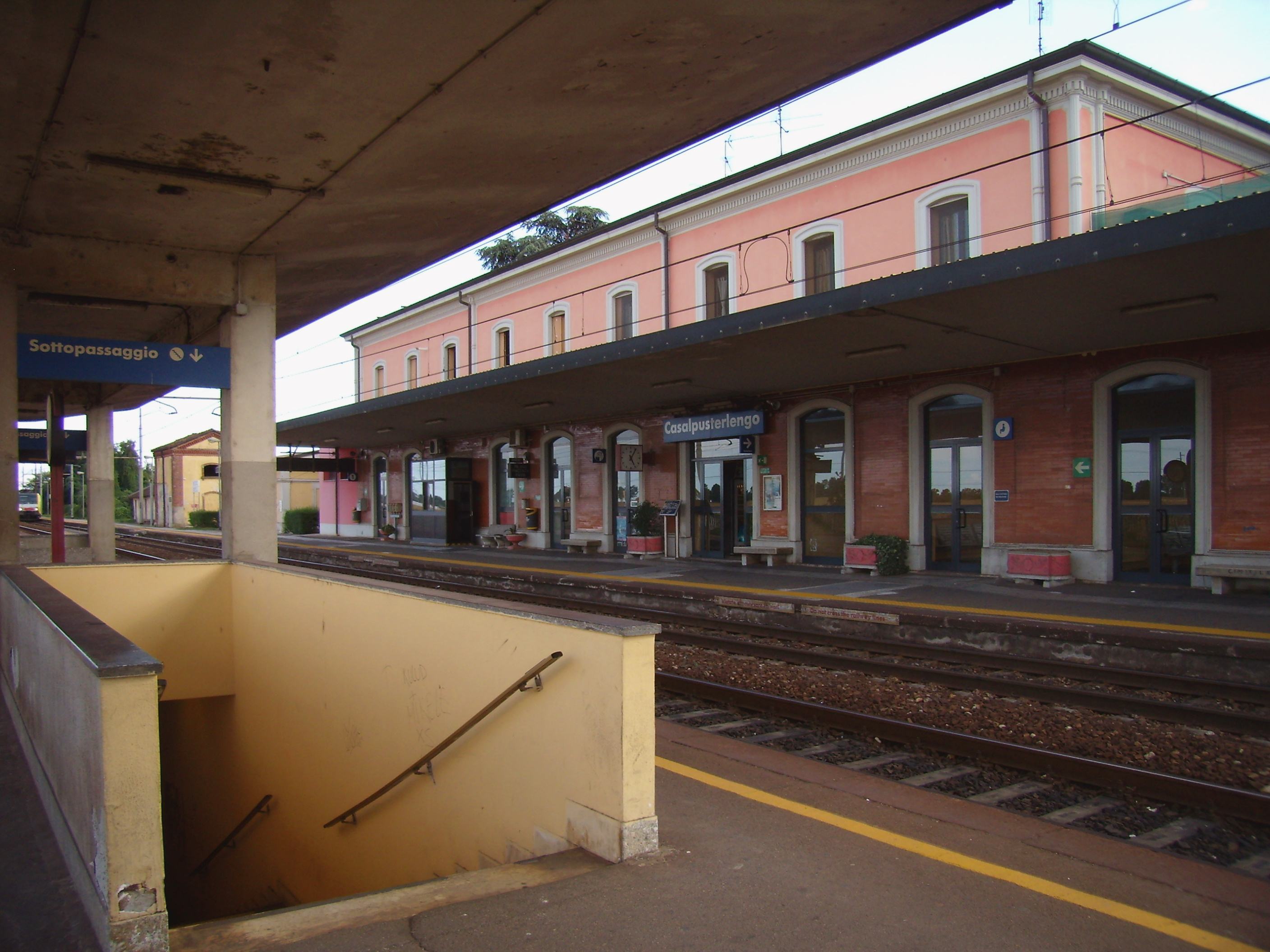
Il piazzale binari

La stazione fu aperta nel 1861 con l'attivazione della tratta Milano-Piacenza, divenuta successivamente parte del grande itinerario dorsale italiano, da Milano a Roma.
Nel 1866 divenne punto di diramazione della linea per Pavia, realizzata dalle Strade Ferrate Meridionali come parte dell'itinerario Pavia-Cremona-Brescia, che sfruttava il tratto da Casalpusterlengo a Codogno della Milano-Piacenza. Tuttavia tale linea, contrariamente alle previsioni, rimase di interesse locale.
Dal 22 febbraio 2020, a seguito dell'accertamento in Italia ed in particolare nell'area del basso lodigiano di numerosi casi di COVID-19, malattia infettiva causata dal coronavirus SARS-CoV-2, di cui alla fine del 2019 è esplosa una grave pandemia, la stazione è stata temporaneamente chiusa al traffico per tentare di limitare il contagio, così come le vicine stazioni di Codogno e Maleo. Tutte e tre le stazioni sono state riaperte il 9 marzo 2020, data a partire dalla quale è stato proclamato un lockdown sull'intero territorio nazionale italiano, totalmente interessato dalla pandemia, che è durato fino al successivo 18 maggio.

## Strutture e impianti
La stazione dispone di cinque binari, dei quali i primi tre sono usati per il servizio viaggiatori ed il quarto per le precedenze dispari. Il binario cinque risulta in stato di abbandono. Il secondo binario viene altresì utilizzato per effettuare precedenze pari.
La stazione è punto di inizio di un raccordo per la ditta Sovegas sita nella località di Terranova dei Passerini. In passato v'era inoltre un altro raccordo che arrivava nel piazzale di un'azienda chimica posta nelle vicinanze della stazione.

## Servizi

La stazione di Casalpusterlengo nei primi anni del Novecento

La stazione, che RFI classifica nella categoria Silver, offre i seguenti servizi:
- Biglietteria a sportello
- Sala d'attesa
- Servizi igienici
- Parcheggio

## Interscambi
- Fermata autobus